# Filip Kraljević
Filip Kraljević (Mostar, 13 dicembre 1989) è un cestista croato.

## Palmarès
- Campionato bosniaco: 1

Široki: 2018-19
- Campionato croato: 1

Zara: 2020-21
- Coppa di Croazia: 1

Zara: 2021